# Paranthura involuta
Paranthura involuta is een pissebed uit de familie Paranthuridae. De wetenschappelijke naam van de soort is voor het eerst geldig gepubliceerd in 1901 door Whitelegge.